# アブドゥッサラーム
アブドゥッサラーム（ウルドゥー語: عبد السلام, Abdus Salam、1926年1月29日 - 1996年11月21日）は、パキスタンの物理学者である。スティーヴン・ワインバーグやシェルドン・グラショーとともにワインバーグ＝サラム理論を完成させ、これにより1979年のノーベル物理学賞を受賞し、イスラム教徒では初の科学系ノーベル賞受賞者となった。

## 人物
イギリス領インド帝国パンジャーブ州（現在のパキスタン・パンジャーブ州）にあるジャング県（Jhang District, 現在のen:Sahiwal District）のSantokdasという町で生れる。パンジャーブ大学で学んだ後、1946年に奨学金を得てケンブリッジ大学St John’s Collegeに留学し数学と物理学を学ぶ。1952年に物理学のPh.D.を取得して帰国したが、1954年から再び渡欧し、ケンブリッジ大学の講師を経て、1957年にインペリアル・カレッジ・ロンドンの教授に就任し、ICTP（International Center for Theoretical Physics、国際理論物理学センター-トリエステ）の所長をつとめた。1959年王立協会フェロー選出。
パキスタン原子力委員会とも関わりが深く、1978年に中華人民共和国を訪問してパキスタンの核開発への協力を仰いだとされる。1983年には第三世界科学アカデミーを設立した。
1986年9月21日、中国科学技術大学より名誉博士号を授与された。　

## 受賞歴
- 1958年 アダムズ賞
- 1964年 ヒューズ・メダル
- 1978年 マテウチ・メダル、ロイヤル・メダル
- 1979年 ノーベル物理学賞
- 1980年 ベーカリアン・メダル
- 1983年 ロモノーソフ金メダル
- 1985年 マルセル・グロスマン賞
- 1990年 コプリ・メダル